# Fabius Faustinianus
Fabius Faustinianus (sein Praenomen ist nicht bekannt; möglicherweise war sein Cognomen Faustianianus) war ein im 2. oder 3. Jahrhundert n. Chr. lebender Angehöriger des römischen Ritterstandes (Eques).
Durch zwei Weihinschriften, die beim Kastell Eining gefunden wurden und von denen die eine auf 131/250 datiert wird, ist belegt, dass Faustinianus Präfekt der Cohors III Britannorum war.